# Beleza Rara - O Melhor da Banda Eva
Beleza Rara - O Melhor da Banda Eva é a segunda coletânea do grupo musical brasileiro Banda Eva contendo apenas músicas da época de Ivete Sangalo nos vocais, lançado em 1998 quando a cantora ainda estava no grupo e um ano antes de deixá-lo.

## Faixas
1. Beleza Rara
2. Flores(Sonho Epico)
3. Me Abraça
4. Alo Paixao
5. Levada Louca
6. Vem Meu Amor(ao vivo)
7. Tic, Tic, Tac
8. Menino Do Rio
9. Eva, O Bloco
10. Nabucodonosor
11. Pega Aí
12. Madalena
13. Pra Abalar
14. Eva(ao vivo)